# Рылов, Игорь Евдокимович
Игорь Евдокимович Рылов (27 марта 1914 — 12 февраля 1982) — советский художник-постановщик.

## Биография
Родился 27 марта 1914 года в Каргате Томской губернии.
С 1930 по 1933 год обучался в Московском высшем художественно-промышленном училище; с 1933 по 1938 — в Театральной студии клуба имени Петухова (преподаватель — А. Л. Рогачевский).
В 1938—1974 годах работал художником, а позднее и художником-оформителем в театре.
Умер 12 февраля 1982 года в Новосибирске. Похоронен на Заельцовском кладбище (квартал 61н).

## Творчество
Рылов — один из ведущих творческих деятелей Новосибирского областного драматического театра 1950—1970-х годов. Художник оформил приблизительно 80 спектаклей, в том числе спектакли Л. Чарухина, В. Редлих, В. Кузьмина, С. Иоаниди, А. Рогачевского, Р. Короха и т. д. Наиболее значимые работы: «Последние» (М. Горький, 1945), «Старик» (М. Горький, 1952), «Поднятая целина» (Т. Лондон, по Шолохову, 1957), «Фальшивая монета» (М. Горький, 1958), «Зерно риса» (А. Николаи, 1961), «Привал в Арко Ирис» (Д. Димов, 1966), «Василиса Мелентьева» (А. Островский, 1969), «Трибунал» (А. Макаёнок, 1970), «Бесприданница» (А. Островский, 1972), «Средство Макропулоса» (К. Чапек, 1973), «Власть тьмы» (Л. Толстой, 1974).

## Оценки
В эскизах костюмов Игоря Евдокимовича Рылова... при всей их внешней скромности, привлекает понимание художником стилевых особенностей произведения, постепенность раскрытия сложных характеров— А. Михайлова, Театральные художники Новосибирска